# Кук, Джордж Уильям
Джордж Уильям Кук (6 января 1916 — 10 февраля 1992) — английский агрохимик.

## Биография
Высшее образование получил в Ноттингемском и Лондонском университетах, получив учёную степень доктора философии. В 1941 году начал работать на Ротамстедской опытной станции, где до 1956 года он был научным сотрудником, с 1956 по 1962 год заведовал отделом химии; с 1962 года — директор опытной станции, вплоть до своей смерти.
Скончался 10 февраля 1992 года.

## Научные работы
Основные научные работы посвящены изучению питании растений, агрохимии и почвоведению. Автор ряда сводок по удобрениям.

## Членство в обществах
- иностранный член ВАСХНИЛ (с 1972)
- член Лондонского химического общества.